# Grand Prix cycliste de Gatineau
Das Grand Prix cycliste de Gatineau ist ein kanadisches Straßenradrennen im Frauenradsport, das als Eintagesrennen in Gatineau in der Provinz Québec ausgetragen wird.
Das Rennen geht jeweils über ca. 100 Kilometer und wird in der UCI-Kategorie 1.1 des internationalen Radsportkalenders geführt. In derselben Woche wie der Grand Prix cycliste de Gatineau findet jeweils das vom selben Veranstalter organisierte Einzelzeitfahren Chrono Gatineau statt.

## Palmarès
| Jahr | Sieger              | Zweiter            | Dritter                 |          |
| ---- | ------------------- | ------------------ | ----------------------- | -------- |
| 2010 | Joëlle Numainville  | Joanne Kiesanowski | Modesta Vžesniauskaitė  |          |
| 2011 | Giorgia Bronzini    | Joëlle Numainville | Theresa Cliff-Ryan      |          |
| 2012 | Ina-Yoko Teutenberg | Rochelle Gilmore   | Aljona Andruk           |          |
| 2013 | Shelley Olds        | Joëlle Numainville | Katarzyna Pawłowska     |          |
| 2014 | Denise Ramsden      | Flávia Oliveira    | Jasmin Duehring         |          |
| 2015 | Kirsten Wild        | Joëlle Numainville | Christine Majerus       |          |
| 2016 | Kimberley Wells     | Joëlle Numainville | Leah Kirchmann          |          |
| 2017 | Leah Kirchmann      | Kirsti Lay         | Kendall Ryan            |          |
| 2018 | Lauren Hall         | Alison Jackson     | Sara Bergen             |          |
| 2019 | Leah Kirchmann      | Allison Beveridge  | Kristabel Doebel-Hickok |          |
| 2020 | abgesagt            | abgesagt           | abgesagt                | abgesagt |
| 2021 | abgesagt            | abgesagt           | abgesagt                | abgesagt |
| 2022 | abgesagt            | abgesagt           | abgesagt                | abgesagt |
| 2023 | Megan Jastrab       | Alison Jackson     | Skylar Schneider        |          |
| 2024 | Letizia Paternoster | Marlies Mejías     | Sarah Van Dam           |          |
| 2025 |                     |                    |                         |          |